# 1441年
| 千纪： | 2千纪 |
| 世纪： | 14世纪 \| 15世纪 \| 16世纪                                                                                 |
| 年代： | 1410年代 \| 1420年代 \| 1430年代 \| 1440年代 \| 1450年代 \| 1460年代 \| 1470年代                           |
| 年份： | 1436年 \| 1437年 \| 1438年 \| 1439年 \| 1440年 \| 1441年 \| 1442年 \| 1443年 \| 1444年 \| 1445年 \| 1446年 |
| 纪年： | 辛酉年（鸡年）；明正统六年；越南大寶二年；日本永享十三年，嘉吉元年                                         |

## 大事记
- 菲利普三世買下盧森堡公國。
- 嘉吉之亂，日本室町幕府第六代征夷大將軍足利義教被家臣赤松滿祐謀殺，其子足利義勝於次年(1442年)繼任。
- 首批非洲奴隸被帶到里斯本,開始了幾百年的奴隸貿易。

## 逝世
- 7月12日——足利義教，日本室町幕府第六代征夷大將軍。